# Harald Gimpel
Harald Gimpel (ur. 6 września 1951 w Wallendorfie) – niemiecki kajakarz górski. Brązowy medalista olimpijski z Monachium.
Reprezentował barwy NRD. Zawody w 1972 były jego jedynymi igrzyskami olimpijskimi (dyscyplina w tym roku debiutowała w programie igrzysk i ponownie pojawiła się dopiero 20 lat później). Medal zdobył w kajakowej jedynce. Na mistrzostwach świata zdobył dwa brązowe medale w 1975.